# Norman Krasna
Norman Krasna (født 7. november 1909, død 1. november 1984) var en amerikansk manuskriptforfatter, dramatiker, filmproducer og filminstruktør.
Han er bedst kendt for at skrive Screwball comedy der har Forkert identitet som omdrejningspunkt.
Krasna instruerede også tre film igennem en fyrre år lang karriere i Hollywood. Han modtog fire Oscarnomineringer og vandt en Oscar for bedste manuskript i 1943 for Princess O'Rourke som han også instruerede.

## Biografi

### Tidligt liv
Krasna blev født i Queens, New York City. Han studerede på Columbia University og St. John's University school of Law, mens han arbejdede i Macy's om dagen.
Han ville gerne arbejde indenfor journalisme og fik et job hos New York World i 1928. Han stoppede med at læse Jura og arbejdede sig op til at være dramakritiker først for New York World derefter hos New York Evening Graphic og Exhibitors Herald World
Han blev tilbudt et job hos Hubert Voight i reklameafdelingen i Warner Bros. og flyttede til Hollywood.

### Presseagent og dramatiker
Krasna besluttede sig for at blive dramatiker efter at have set The Front Page. For at lære håndværket genskrev han Ben Hecht og Charles MacArthur-klassikeren igen mere end tyve gange.
Mens han arbejdede hos Warner Bros. skrev han skuespillet Louder, Please baseret på sit arbejde og inspireret af The Front Page. Hovedkarakteren var inspireret af Krasnas chef Hubert Voight.
Krasna forsøgte at sælge stykket til Warners, der ikke var interesserede, de fyrede ham endda fra sit job som reklameagent.
Skuespillet blev taget op af George Abbott som producerede stykket på Broadway.
Skuespillet blev opført få gange, og Krasna blev derefter tilbudt en kontrakt med Columbia Pictures som junior manuskriptforfatter

### Columbia Pictures
I 1932 skrev han sit første manuskript til filmen Hollywood Speaks, instrueret af Edward Buzzell.
Han fortsatte med at skrive fire manuskripter for Columbia, en som et samarbejde, resten alene. Derefter blev han sat til at lede juniorforfatterne og skrev ikke længere selv.
I august arbejdede han på Det er min dreng.
I oktober 1932 blev han udnævnt til Harry Cohns assistent.
Krasna skrev filmen So This Is Africa med Wheeler & Woolsey. Han skrev også Parole Girl i 1933.
I juni 1933 arrangerede Edward Buzzell at Universal Pictures kunne låne Krasna fra Metro-Goldwyn-Mayer for at arbejde på manuskriptet til Love, Honor, and Oh Baby.
Mens han var der arbejdede han også på manuskriptet til Countess of Monte Cristo.
I januar 1934 ansatte Universal ham til at skrive The Practical Joker til Chester Morris.
Om aftenen skrev han endnu et skuespil Small Miracle, som blev produceret på Broadway i 1934, og fik gode anmeldelser.
Columbia lånte Krasna til MGM, hvor han arbejdede på Meet the Baron. Han arbejdede derefter for RKO Radio Pictures hvor han skrev Den rigeste pige i verden, som gav ham en Oscarnominering.
Han blev hos MGM for at skrive Romance in Manhattan i 1935.

### Paramount Pictures
I november 1934 underskrev Krasna en toårig kontrakt med Paramount Pictures til 1.500 dollars om ugen.
Mens han var der, skrev han manuskriptet til Skuddet i Mellemakten, der var baseret på Small Miracle og instrueret af Mitchell Leisen.
Han skrev også Frøken Pengeløs i 1935.
Tilbage hos MGM arbejdede han på Chefens frue og den anden i 1936.
Omkring samme tid som Small Miracle fik han en idé til et skuespil om Lynchning, Mob Rule, men blev overtalt til ikke at skrive det som et skuespil på grund af det ikke var kommercielt. Han fortalte Joseph Mankiewicz om idéen, der købte historien til MGM. Det blev til filmen Hævneren, instrueret af Fritz Lang.
Filmen gav ham sin anden Oscarnominering.
I august 1936 meddelte Paramount, at Krasna ville debutere som instruktør i en film, som han skrev til George Raft, Wonderful, der også havde Helen Burgess i en hovedrolle.
Men den følgende måned protesterede Raft, og projektet blev suspenderet.
(filmen blev lavet to år senere som Løsladt på prøve med Fritz Lang som instruktør.)
Hos Warner Bros. skrev han Kongen og Korpigen med sin gode ven Groucho Marx. Han flyttede til Universal for at lave Forelsket i sin kone med sin gamle samarbejdspartner Edward Buzzell.

### MGM
Tidligt i 1937 kom han til MGM for at arbejde på filmen Storbyen med Spencer Tracy, som Krasna også producerede.
Han skrev og producerede også Oprør i ægteskabet i 1938. I august 1938 offentliggjorde MGM at han skulle producere The Broadway Melody of 1939.
Han skulle også producere en James Stewart-film om skibet CSS Patrick Henry.
Han endte med ikke at lave de to sidstnævnte film.

### RKO
I december 1938 sluttede Krasna sig til RKO og blev ansat til at arbejde for George Stevens.
Han skrev manuskriptet til Polly's Baby, som blev en stor succes.
I april 1939 var hans indkomst for året før 83.000 dollars.
I september 1939 skrev han kontrakt med Universal for at skrive manuskriptet til Deanna Durbin-filmen Jeg vil aldrig elske mere.
Til Carole Lombard skrev han Lige børn leger bedst hos RKO som havde købt historien i 1939 for 60.000 dollars.
I april 1940 underskrev han en aftale med Jean Arthur og Arthurs mand Frank Ross om at skrive og producere en film.
Det blev til filmen Alle kneb gælder, som han var medproducer på. Filmen blev udgivet af RKO.
En anden film blev annonceret af RKO, Googer Plays the Field, men den blev aldrig lavet.
I stedet lavede han to film for Universal, Grevinden af New Orleans, instrueret af René Clair.
og endnu en Durbin-film Det begyndte med Eva produceret af Joe Pasternak.
I september 1941 var Krasna i New York for at arbejde på et manuskript, Fire Escape produceret af Ross.
Det blev til skuespillet The Man with Blond Hair, som han senere bekrev som sit "forsøg på at vinde Nobels fredspris". Skuespillet blev kun opført 7 gange, og det fik Krasna til at fokusere på komedier i resten af hans karriere.

### Instruktør
I februar 1942 skrev Krasna kontrakt med Warner Bros. for at skrive og instruere.
Dette resulterede i filmen Princess O'Rourke som han fik en Oscar for bedste manuskript for. Hans karriere blev dog afbrudt da han gik ind i hæren i 1942.
Mens han var i hæren fortsatte Krasna med at skrive i sin fritid. Han sendte en historie til produceren Buddy de Sylva, som arbejdede hos Paramount, den blev til filmen Pigen og flyverhelten i 1944.
I marts 1944 sagde RKO at de ville lave en film baseret på en Krasna-historie, The Hunter Girl med Laraine Day, dette var faktisk en anden version af Den rigeste pige i verden og blev udgivet som Bride by Mistake.

### Succes på Broadway
På opfordring fra Moss Hart skrev Krasna skuespillet Dear Ruth. Det debuterede på Broadway i november 1944, finansieret alene af Lew Wasserman, og blev et stort hit, med 680 forestillinger. Filmrettighederne blev solgt for 450.000 dollars.
(Filmen Kære Ruth fra 1947, er baseret på skuespillet). I december 1945 havde det tjent over 1 million dollars på Broaway, der førte til to turnéproduktioner, tre USO-produktioner og en sagsøgning for plagiering.
(I august 1946 vandt Krasna sagsøgningen.)
Krasns fulgte op med endnu en komedie til Broadway John Loves Mary fra 1947, originalt William and Mary, instrueret af Joshua Logan. Skuespillet var også populært, og blev lavet til en film af Warner Bros., som Krasna ikke arbejdede på.
Mindre vellykket var skuespillet Time for Elizabeth fra 1947, med Krasnas ven Groucho Marx som medforfatter. Oprindeligt hed det The Middle Ages og var skrevet flere år tidligere. Skuespillet blev kun opført 8 gange, selvom filmrettighederne blev købt for over 500.000 dollars. (Filmen blev aldrig lavet).
I januar 1948 arbejdede han efter sigende på en musical med Irving Berlin, Stars on my Shoulder.
Arbejdet sluttede få måneder senere på grund af økonomisk uenighed.
Krasna vendte tilbage til at instruere spillefilm med The Big Hangover fra 1950 for MGM. Han havde solgt manuskriptet for mange penge, men filmen blev ikke nogen succes.
Avisrapporter sagde, at han leverede den originale historie til Jagten til grænsen fra 1950, men han er ikke krediteret i filmen.

### Wald-Krasna Productions
I juni 1950 startede han og Jerry Wald et produktionsselskab der skulle starte når Walds kontrakt med Warner Bros. udløb.
Senere samme måned meddelte Howard Hughes, at han havde købt resten af Walds kontrakt med Warner Bros. ud så duen kunne lave 8-12 film om året for RKO.
I august annoncerede de at de ville lave 12 film om året over fem år.
Blandt de film de ville lave var The Helen Morgan Story,
Stars and Stripes med Al Jolson, Behave Yourself, Size 12, Mother knows best, Easy Going, Country Club, The Strong arm, Call out the marines, Jo hårdere falder de baseret på en roman af Budd Schulberg med Robert Ryan, Present for Katie, Galahad, Cowpoke med Robert Mitchum, Strike a Match, The Blue Vail, All the Beautiful Girls, der skulle instrueres af Busby Berkeley, Clash by night af Clifford Odets
A Story for Grown Ups (baseret på The Time for Elizabeth), All Through the Night, Pilate's Wife, I Married a Woman og Years Ago, en biopic af Eleanor Duse.
De havde uafhængigheden til at lave film for op til 900.000 dollars.
I marts 1951 havde holdet ikke lavet nogen film.
De annoncerede The Blue Veil, Strike a Match, Behave Yourself, Clash By Night, Cowpoke, The USO Story, Girls Wanted, Size 12,The Harted They Fall, I Married a Woman,All the Beautiful Girls og Beautiful Model.
Deres første fire film var: Behave Yourself! (1951), Det blå slør (1951), Opgør i natten (1952) og Rodeoens helte (1952)
I januar 1952 meddelte holdet, at de havde genforhandlet deres aftale med Hughes igen, og ønskede at lave to film mere det år - en baseret på en original historie af Krasna, den anden instrueret af Krasne med Wald som producer.
Wald sagde "Norman og jeg følte ikke der var nok arbejde til os begge som producere ... Norman ønsker at bruge mere tid på at skrive".
Wald of Krasna blev mere og mere frustrerede over Hughes. I maj 1952 købte Wald Krasnas interesse i selskabet ud for 500.000 dollars, og Krasna vendte tilbage til at skrive.
I november 1952 blev Wald udnævnt til produktionsleder hos Columbia.

### Ufærdiggjorte projekter
I juli 1952 skrev Krasna kontrakt med Paramount for at skrive White Christmas, oprindeligt ment som en vehicle for Bing Crosby og Fred Astaire.
Hans hyre var 100.000 dollars. Filmen blev et stort hit.
Han vendte tilbage til Broadway med et skuespil han havde skrevet flere år tidligere Kind Sir med Charles Boyer og Mary Martin i hovedrollerne og instrueret af Joshua Logan.
I februar 1954 annoncerede Krasna at han ville skrive og instruere en original film for Wald, der nu arbejdede for Columbia, Speak to Me of Love.
Titlen blev på engelsk ændret til The Ambassador's Daughter (på dansk Ambassadørens datter). Filmen endte med, ikke at blive lavet hos Columbia. I februar 1955 underskrev Krasna en kontrakt på at skrive og instruere to film for Universal. Den første skulle være Ambassadørens datter og den anden var Red Roses. Den sidste blev ikke lavet.
Ambassadørens datter havde John Forsythe i hovedrollen. Han var blevet sat under personlig kontrakt til Krasna.
Krasna ville gendanne duoen Olivia de Havilland og Forsythe i en film kaldet Cabaret, men den blev aldrig lavet.
I november skulle Krasna have instrueret filmen Jack of Spades med Jackie Gleason, men den blev heller aldrig lavet.
Heller ikke den foreslåede filmatisering af Time Out for Elizabeth blev til noget, selvom han og Marx havde solgt det til Warners for 500.000 dollars i oktober 1955.
A Time for Elizabeth blev tilpasset til TV.
Krasna tilpassede Kind Sir til filmen Indiskret i 1958, med Cary Grant og Ingrid Bergman i hovedrollerne. I modsætning til skuespillet blev filmen en succes.
I august 1957 annoncerede Krasna at hans skuespil My Wife and I skulle produceres på Broadway med David Merrick.
Det blev til Who Was That Lady I Saw You With?. Krasna tilpassede manuskriptet til film og producerede det der blev til Hvem var den dame? i 1960.
I juli 1958 underskrev han en kontrakt for at skrive en film for Jerry Wald, der nu arbejdede hos Fox, kaldet High Dive. Den blev ikke lavet.
I juli 1959 blev han hyret til at lave den film der blev Min geisha fra 1960.
I august 1959 annoncerede Wald, at Fox ville lave The Billionaire efter menuskript af Krasna med Gregory Peck i hovedrollen.
Dette blev til filmen Let's Make Love, Marilyn Monroes næstsidste film.
I juni 1960 annoncerede Richard Quine at Krasna ville tilpasse Leslie Storms skuespil Roar Like a Dove til Doris Day. Den blev ikke lavet.

### Seven Arts Productions
Krasna skrev skuespillet Sunday in New York, som nåede Broadway med Robert Redford i 1961, instrueret af Garson Kanin. Filmrettighederne blev købt af Ray Stark hos Seven Arts Productions, som startede et samarbejde med Krasna. De hjalp med at finansiere filmversionen Søndag i New York som Krasna skrev manuskriptet til.
I 1961 annoncerede Krasna at hans skuespil, French Street, baseret på skuespillet Ramon Saro af Jaques Deval, skulle produceres af Seven Arts det følgende år, og laves om til en film baseret på et manuskript af Krasna. Hverken skuespillet eller filmen blev til noget.
I oktober 1962 offentliggjorde Seven Arts, at de havde købt filmrettighederne til Krasnas skuespil Watch the Birdie! og at de ville medproducere skuespillet.

### Senere karriere
I maj 1964 blev han hyret til at tilpasse A Shot in the Dark til film (Et skud i mørke) til Anatole Litvak.
Men Litvak blev dog udskiftet med Blake Edwards og Krasnas manuskript blev ikke brugt. Garson Kanin annoncerede i 1964 at han ville instruere både en Broadway-produktion og en film baseret på Krasnas manuskript Naked Mary, Will You Come Out?.
Der blev dog ikke lavet nogen produktion.
Et komisk skuespil Love in E-Flat fra 1967 blev opført i en kort periode på Broadway.
Walter Kerr skrev i en anmeldelse at "Norman Krasna er blevet til et svagt ekko af Norman Krasna."
I oktober 1967 blev det rapporteret at han arbejdede på et skuespil kaldet Blue Hour med Abe Burrows.
David Merrick annoncerede at han ville producere det. Det blev dog aldrig produceret.
Nogle af Krasnas skuespil blev dog opført på Broadway: Watch the birdie i 1969, Bunny i 1970, We interrupt this program... i 1975 og Lady Harry i 1978, som fik premiere i London.
"Skriv ikke noget uden at være sikker på dit marked" sagde Krasna og fortsatte: "Jeg kan godt lide at tro, at jeg er blevet en håndværker. Da jeg var barn, prøvede jeg at banke dem død linje for linje. Nu kan jeg godt lide at bygge det mere blidt i en slags mosaik."
Hans sidste producerede skuespil var Off Broadway i 1982.

## Personligt liv
Fra 1940 til 1950 var Krasna gift med Ruth Frazee (søster til skuespilleren Jane Frazee) med hvem han havde to børn. De blev skilt i april 1950 og hun fik 262.500 og forældremyndigheden over børnene.
I december 1951 stak han af med Al Jolsons enke, Erle, og blev gift i Las Vegas.
Hun havde to børn fra hendes ægteskab med Jolson. De flyttede til Palm Springs i Californien, i et hjem der havde været Erle og Jolsons.
Erle havde arvet 1 million dollars og en ejendom til 1 million dollars fra Jolson.
De forblev gift til Krasnas død i 1984. Han havde seks børn.

## Priser og nomineringer

### Oscars
- Bedste Historie - Den rigeste pige i verden (nomineret 1935)
- Bedste Historie - Hævneren (nomineret 1937)
- Bedste originale manuskript - Alle kneb gælder (nomineret 1942)
- Bedste originale manuskript - Princess O'Rourke (Vandt 1944)

### BAFTA Awards
- Bedste Britiske Manuskript - Indiskret (Nomineret 1959)

### WGA Awards
- Bedst skrevne amerikanske komedie - Indiskret (Nomineret 1959)
- Laurel Award for Screen writing achievement (vinder 1960)
- Bedst skrevne amerikanske musical - Let's Make Love (nomineret 1961)